# Eastchurch
Eastchurch – wieś w Anglii, w hrabstwie Kent, w dystrykcie Swale, na wyspie Sheppey. Leży 28 km na północny wschód od miasta Maidstone i 70 km na wschód od centrum Londynu.